# Eleccions municipals de València de 1973
Les eleccions municipals de València de 1973 van ser unes eleccions durant el règim franquista. Es van celebrar el 13 de novembre de 1973 per a triar els representants dels terços familiars, sindicals i corporatius que renovarien la meitat dels regidors de la corporació municipal dels districtes del Botànic, la Devesa, l'Exposició i Patriarca-Catedral. La participació va ser d'un 53,18% del cens de caps de familia.

## Sistema electoral
El sistema electoral durant el règim franquista, d'acord amb la llei de bases de règim local de 1945 va disposar que els regidors (concejales) havien de ser designats per terceres parts (tercios) d'aquesta manera:
1. Per elecció entre els veïns que fossin caps de família (pràcticament tots els homes, i també les dones vídues), cosa que va donar lloc al "terç familiar".
2. Per elecció del Sindicat Vertical del municipi, és a dir el "terç sindical".
3. Per elecció entre les entitats econòmiques, culturals i professionals del municipi, amb una llista de candidats que proposava el governador civil a l'ajuntament, cosa que seria el "terç d'entitats".

Finalment, l'alcalde era nomenat directament pel governador civil com a delegat seu al municipi, totalment al marge del sistema electoral descrit.

## Resultats
Els candidats electes per cada terç figuren en negreta.

### Regidors en representació del Terç Familiar
| Distrcte           | Participació | Candidats i vots             | Candidats i vots |
| Patriarca-Catedral | 16.123       | Rafael Larruy Mata           | 5.015            |
| Patriarca-Catedral | 16.123       | Amalia Campos García         | 3.912            |
| Patriarca-Catedral | 16.123       | Ramón Pascual Guasp Taverner | 3.908            |
| Patriarca-Catedral | 16.123       | Juan Monzón Ponz             | 3.288            |
| Devesa             | 19.205       | Pedro Catalán Hurtado        | 5.861            |
| Devesa             | 19.205       | Francisco Moret Caplliure    | 4.403            |
| Devesa             | 19.205       | Francisco Giménez Puig       | 2.345            |
| Devesa             | 19.205       | José Núñez Soler             | 1.951            |
| Devesa             | 19.205       | José Antonio Arenas Marco    | 1.869            |
| Devesa             | 19.205       | Vicente Canet Sánchez        | 1.625            |
| Devesa             | 19.205       | Venancio A. Palau Caro       | 1.151            |
| Botànic            | 26.592       | Juan Vicente Jurado Soriano  | 9.980            |
| Botànic            | 26.592       | Vicenta Cueco Mascarós       | 9.433            |
| Botànic            | 26.592       | Antonio Infer Aleixandre     | 4.177            |
| Botànic            | 26.592       | Manuel Bertolín Huguet       | 1.294            |
| Botànic            | 26.592       | Juan Wieden Vila             | 1.259            |
| Botànic            | 26.592       | Manuel Genovés Martí         | 449              |
| Exposició          | 36.390       | José Cristóbal Cuenca Albert | 14.268           |
| Exposició          | 36.390       | Elías Albors Cuñat           | 9.793            |
| Exposició          | 36.390       | Juan Bautista Viñals Cebriá  | 8.607            |
| Exposició          | 36.390       | Javier Alcalá Bernia         | 3.722            |

### Regidors en representació del Terç Sindical
| Candidats i vots        |     |
| Tomás Bonilla Sanrafael | ??? |
| Alberto Bort Calatrava  | ??? |
| Ramiro Calvo Martínez   | ??? |
| Nicolás Pérez Alcantara | ??? |
| Luis Vives Berenguer    | ??? |

### Regidors en representació del Terç Corporatiu
| Candidats i vots           |     |
| Ángel Amutio Polo          | ??? |
| Manuel Calduch Font        | ??? |
| Vicente Donat Journet      | ??? |
| Fausto Martínez Fernández  | ??? |
| Pascual María Pery Paredes | ??? |
| Leonor Vilar León          | ??? |